# David Poltrock
David Poltrock (Poperinge, 21 juni 1974) is een in Brussel gevestigde muzikant, producer, arrangeur en componist.

## Bands
Poltrock is sinds 2014 vast lid van de Nederlandstalige rockband De Mens. Als live-en sessiemuzikant werkt of werkte hij voor o.a. Hooverphonic, Monza, Triggerfinger, Adamo, Douglas Firs, Bart Peeters, The Blackbox Revelation en vele anderen.

## Producer
Poltrock is ook producer en arrangeur en in die hoedanigheid verantwoordelijk voor albums en tracks van onder andere Tom Helsen, Arid, Lois Lane, K’s Choice en vele anderen waaronder ook drie Belgische nummer 1-hits ‘Home’ (Tom Helsen) en ‘Sadness’ (Stash) en 'You're so beautiful' (Safety First Soundtrack)
Achter de schermen werkt hij mee aan de talentenjacht ‘The Voice Van Vlaanderen’. Eerst is hij 2 seizoenen lang hulpcoach van Jasper Steverlinck, daarna werkt hij 2 seizoenen voor het team van Bent Van Looy.
Poltrock heeft in Brussel zijn eigen opnamestudio', gekenmerkt door een grote verzameling mechanische, elektromechanische en elektronische toetsinstrumenten uit de jaren '50, '60, '70 en '80.

### Componist
Als componist heeft Poltrock bijgedragen aan heel wat songs van gevestigde Belgische artiesten zoals Monza, Clouseau en Paulien Mathues. Het door Poltrock meegeschreven album ‘Kompass ohne Norden’ van de Berlijnse rapper Prinz Pi  behaalde goud en verkocht 150.000 exemplaren in Duitsland.

### Filmmuziek
Voor wat instrumentale en filmmuziek betreft schreef Poltrock samen met Mario Goossens de filmmuziek bij “Safety First – The Movie”. Samen met Frank Vander linden componeerde hij de soundtrack bij de veelgeprezen documentaires “Bedankt en Merci” en “Ik vergeet u nooit” van Kat Steppe, produceerde hij samen met Jasper Steverlinck enkele songs voor de film “Groenten uit Balen” en schreef hij muziek bij commercials en jingles waaronder de bumpers en jingles uit het Eén-programma “Café Corsari”.
Poltrock doceert het vak ‘Soundlab’ (Klanksynthese en Programming) aan PXL Music, de provinciale hogeschool van Limburg.
Momenteel tourt David Poltrock met Hooverphonic en De Mens, en bracht hij experimentele muziek met het deepdrone-ensemble Razen. In 2018 bracht hij drie instrumentale platen uit onder de naam ‘Poltrock’.